# Jesse Lewis (giocatore di football americano)
Jesse Lewis (...) è un ex giocatore di football americano e allenatore di football americano statunitense, che ha giocato come runningback.